# Kőkútpuszta megállóhely
Kőkútpuszta megállóhely egy megszűnt Heves vármegyei vasúti megállóhely, melyet a MÁV üzemeltetett Sirok településen. A névadó településrész keleti szélén helyezkedett el, közvetlenül a 24 127-es út vasúti keresztezése mellett, annak északi oldalán.

## Vasútvonalak
A Kisterenye–Kál-Kápolna-vasútvonal egyik megállóhelye volt, személyvonat utoljára 2007. március 3-án közlekedett a vonalon.

## Kapcsolódó állomások
A megállóhelyhez az alábbi állomások vannak a legközelebb:
- Sirok megállóhely (Kisterenye vasútállomás, Kisterenye–Kál-Kápolna-vasútvonal)
- Tarnaszentmária megállóhely (Kál-Kápolna vasútállomás, Kisterenye–Kál-Kápolna-vasútvonal)